# Jelcz 622
Jelcz 622 – druga generacja polskich samochodów ciężarowych Jelcz serii "600", obejmująca swoim zakresem podwozia trzyosiowe. Jest to bezpośredni następca serii 416.